# II. Hnumhotep

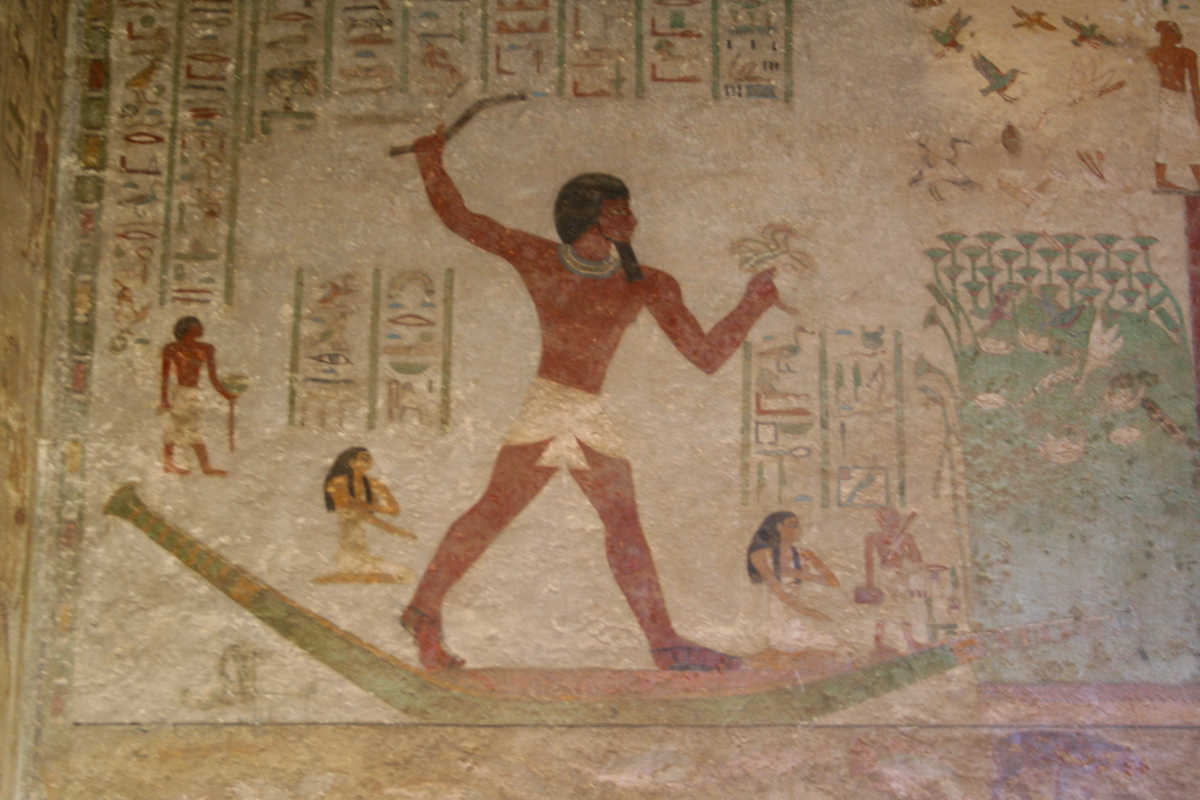
Jelenet Hnumhotep sírjából: a kormányzó madárra vadászik a mocsárban

Hnumhotep (ḫnmw-ḥtp, „Hnum elégedett”) ókori egyiptomi hivatalnok volt a XII. dinasztia idején, II. Amenemhat és II. Szenuszert uralkodása alatt; a felső-egyiptomi 16. nomosz, Ma-hedzs kormányzója és Menat Hufu polgármestere. Sírja a Beni Hasszán-i BH3 sír.

## Élete
Hnumhotep egy nomoszkormányzókból és más fontos hivatalnokokból álló jelentős család tagja volt, melyet valószínűleg nagyapja, I. Hnumhotep alapított. A család székhelye Menat Hufu volt, és tagjai a XII. dinasztia korának nagy részében töltöttek be fontos pozíciókat. II. Hnumhotep is számos címet viselt, közte az örökös herceg és nemesember, tettekben az első, királyi pecsétőr, egyetlen barát, a nemesség tagja, Neheb ura, a keleti sivatag felügyelője címeket; utóbbit II. Amenemhat 19. uralkodási évétől legalább II. Szenuszert 6. évéig, mert ez az év szerepel Hnumhotep sírjában. Kora legtöbb nomoszkormányzójához hasonlóan papi feladatkört is ellátott.
Elődje a nomoszkormányzói pozícióban valószínűleg rokona, Netjernaht volt, akinek sírját Hnumhotep építtette meg. Hnumhotep anyja Baket volt, apja egy Neheri nevű hivatalnok. Hnumhotepnek két felesége volt; az elsőt Hetinek hívták, és a szomszédos 17. nomosz kormányzójának a lánya volt. Heti szintén számos címet viselt: a kormányzó lánya, a király ismerőse, tettekben az első, a ház úrnője, emellett Hathor, valamint a térségben tisztelt Pahet istennő papnője. Hnumhotep második felesége, Tjat csak néhány, szerény címet viselt, például a ház úrnője címet (amely az egyiptomi férjes asszonyok általánosan használt címe volt), az aki ismeri az ő urát és a pecsétőr címet – utóbbinak ő az egyetlen ismert női viselője kormányzói udvarban. Ez, valamint az, hogy mindkét feleségnek több ábrázolása is látható Hnumhotep sírjában, arra utal, hogy Hetihez valószínűleg politikai érdekházasság fűzte, míg Tjat az lehetett, akit igazán szeretett, és azért nevezte ki pecsétőrnek, hogy a közelében lehessen.
Hnumhotepnek számos gyermeke született:
- Naht, Heti fia anyai nagyapja nomoszkormányzói pozícióját örökölte a 17. nomosz fővárosában, Hardaiban.
- IV. Hnumhotep apját követte a nomoszkormányzói hivatalban. Apja sírjában nem említik, csak saját, befejezetlen Beni Hasszán-i sírjából ismert.
- III. Hnumhotep a királyi udvarba került, ahol fő háznagy lett, majd egészen a vezíri rangig emelkedett.
- Neherit egy kis Beni Hasszán-i sírba temették, ahonnan előkerült egy sztéléje.
- Egy ötödik fia polgármester lett egy szomszédos nomoszban.

## Fordítás
- Ez a szócikk részben vagy egészben  a   Khnumhotep II című angol Wikipédia-szócikk ezen változatának fordításán alapul.  Az eredeti cikk szerkesztőit annak laptörténete sorolja fel. Ez a jelzés csupán a megfogalmazás eredetét és a szerzői jogokat jelzi, nem szolgál a cikkben szereplő információk forrásmegjelöléseként.